# 혼다 마사노부 (1538년)
혼다 마사노부(일본어: 本多正信, 1538년 ~ 1616년 7월 20일)는 센고쿠 시대부터 에도 시대 전기까지 활약한 무장이자 다이묘이다. 도쿠가와 이에야스(徳川家康)의 가신으로 에도 막부의 로주(老中)였다. 사가미(相模) 다마나와 번(玉縄藩)의 번주였으며 야하치로 혼다 종가 시조이다. 본성은 후지와라씨(藤原氏)로서 가네미치 파이다.
헤이하치로 가문의 혼다 마사노부(本多政信)와는 동음이인이다.

## 생애

### 반역과 유랑
1538년(덴분 7년)에 혼다 도시마사(本多俊正)의 차남으로 미카와(三河)에서 태어났다. 다카가리(鷹匠, 매잡이)로 도쿠가와 이에야스(徳川家康)를 섬겼다. 1563년(에이로쿠 6년)에 미카와 잇코 잇키(三河一向一揆)가 발생하자 동생인 혼다 마사시게(本多正重)와 함께 잇키 측의 무장으로 가담하여 도쿠가와 이에야스에게 대항하였다. 잇키가 이에야스에게 진압되자 도쿠가와 가문을 출분하여 야마토(大和)의 마쓰나가 히사히데(松永久秀)를 섬겼다. 히사히데에게 중용되었던 것 같지만 이윽고 히사히데를 떠나 전국을 유랑하였다. 유랑의 시기에 마사노부가 어디서 무엇을 하였는지는 명확하지 않지만 유력한 설에 의하면 가가(加賀)에서 이시야마 혼간지(石山本願寺)와 함께 오다 노부나가(織田信長)에 대항하여 싸웠다고 한다(《번한보》(藩翰譜)). 전국을 유랑한 끝에 안면이 있던 오쿠보 다다요(大久保忠世)를 통해서 이에야스에게 다시 섬길 수 있도록 탄원하였고 타다요의 중재로 다시 도쿠가와 가문을 섬기게 되었다. 돌아온 시기는 정확하지 않지만 빠르면 아네가와 전투(姉川の戦い) 무렵, 늦으면 혼노지의 변(本能寺の変) 직전으로 보인다.

### 전성기
1582년(덴쇼 10년)에 혼노지의 변이 발생하여 노부나가가 죽게되자 당시 사카이)(堺の町)에 머물고 있던 이에야스는 이가를 경유(伊賀越え)하여 본국으로 탈출하였는데 마사노부가 이때 수행하고 있었다(《번한보》(藩翰譜), 다만 판명된 34인의 동행한 수행원 중에 마사노부의 이름은 없다). 이후 이에야스는 옛 다케다 영지를 병합하였고 부교(奉行)로 임명되어 가이・시나노(甲斐・信濃)의 실질적인 통치를 담당하였다. 1586년(덴쇼 14년)에 종오위하(従五位下)에 서위되고 사도노카미(佐渡守)에 임명되었다. 1590년(덴쇼 18년)에 오다와라 정벌(小田原の役) 이후에 이에야스가 도요토미 히데요시(豊臣秀吉)의 명령으로 간토(関東)로 옮기게 되자 사가미 다마나와(相模玉縄)와 1만석을 수여 받고 다이묘가 되었다. 마사노부가 본격적으로 역사의 무대에 등장하게 된 것은 1598년(게이초 3년)에 히데요시의 사망한 무렵부터이다. 이때부터 이에야스의 참모로서 크게 활약하게 되는데 이에야스의 패권 탈취의 과정에서 벌어진 1599년(게이초 4년)의 마에다 도시나가(前田利長)의 모반 혐의의 모략 등 이 시기의 이에야스가 행한 모략의 대부분을 마사노부가 획책하였다고 한다. 1600년(게이초 5년) 세키가하라 전투(関ヶ原の戦い)에서 도쿠가와 히데타다(徳川秀忠)의 막료로 종군하였는데 마사노부는 시나노의 우에다 성에서 사나다 마사유키(真田昌幸)의 선전으로 세키가하라 전투에는 제때 참여할 수 없었다. 이때 마사노부는 히데타다에게 우에다 성에 대한 공격을 중지하도록 진언하였지만 거부당했다고 한다.
1601년(게이초 6년)부터는 이에야스가 쇼군(将軍)에 취임할 수 있도록 조정(朝廷)과의 교섭에 진력하였다. 당시 혼간지(本願寺)에서는 전 법주(法主)인 고뇨(教如)와 현 법주인 준뇨(准如) 형제의 대립이 있었는데 이를 이용하여 혼간지의 분열을 획책하는 것을 이에야스에게 헌책하여 한때 자신이 투신하였던 혼간지 세력을 약화시켰다. 1603년(게이초 8년)에 이에야스가 쇼군에 취임하여 에도 막부를 설치하자 이에야스의 측근으로서 막정(幕政)을 실질적으로 주도하게 되었다. 1605년(게이초 10년)에 이에야스가 은거하여 오고쇼(大御所)로 물러나고 히데타다가 제2대 쇼군이 되자 마사노부는 에도(江戸)에서 히데타다의 고문으로 막정을 주도하였으며 1607년(게이초 12년)부터 히데타다에 의해 도시요리(年寄, 이후 로주(老中))에 임명되었다. 그러나 이와 같은 마사노부의 권력 획득은 혼다 다다카쓰(本多忠勝), 오쿠보 다다치카(大久保忠隣) 등 무공파(武功派)의 불만을 사게되었고 막부 내에서 마사노부의 관료파와 다다카쓰의 무공파의 권력 쟁투가 공공연하게 일어났다. 하지만 이에야스의 마사노부에 대한 신임은 변함이 없었고 1610년(게이초 15년)에는 여러 도시요리 중에서도 특별 대우를 받는 다이로(大老)까지 오르게 된다. 또한 1612년(게이초 17년)에 오카모토 다이하치 사건(岡本大八事件)으로 일시적인 무공파의 공격을 받았지만 1613년(게이초 18년)에 오쿠보 나가야스 사건(大久保長安事件)을 통하여 오쿠보 나가야스 일당을 실각시켰다. 1614년(게이초 19년)에는 최대 정적인 오쿠보 다다치카마저 실각시켜 최대 권력을 쥐게 된다.

### 말년
1614년(게이초 19년)에 오사카 전투(大坂の陣)에서도 이에야스에게 많은 책략을 헌책하였다. 그러나 고령으로 만년에는 병으로 쓰러져 걷는 것조차 어려웠다. 1616년(겐나 2년) 4월에 이에야스가 사망하자 적남인 마사즈미(正純)에게 가독을 물려주고 은거하여 일체의 공무에서 물러났다. 그 해 6월 7일에 향년 79세로 사망하였다.